# Aurangabad (Bengala Occidentale)
Aurangabad è una suddivisione dell'India, classificata come census town, di 32.134 abitanti, situata nel distretto di Murshidabad, nello stato federato del Bengala Occidentale. In base al numero di abitanti la città rientra nella classe III (da 20.000 a 49.999 persone).

## Geografia fisica
La città è situata a 24° 36' 23 N e 88° 03' 54 E.

## Società

### Evoluzione demografica
Al censimento del 2001 la popolazione di Aurangabad assommava a 32.134 persone, delle quali 16.011 maschi e 16.123 femmine. I bambini di età inferiore o uguale ai sei anni assommavano a 6.168, dei quali 2.995 maschi e 3.173 femmine. Infine, coloro che erano in grado di saper almeno leggere e scrivere erano 14.211, dei quali 8.343 maschi e 5.868 femmine.